# Clerodendrum subpeltatum
Espèce
Clerodendrum subpeltatum Wernham est une espèce de plantes à fleurs de la famille des Lamiacées, endémique du Cameroun.